# Federazione Ciclistica Reale Belga
La Federazione Ciclistica Reale Belga (ned.: Koninklijke Belgische Wielrijdersbond o KBWB, fr.: Royale Ligue Velocipedique Belge o RLVB) è l'organo di governo del ciclismo in Belgio, fondato a Bruxelles l'11 novembre 1882. È affiliata all'Unione Ciclistica Internazionale e all'Unione europea di ciclismo.